# Codelco
Codelco (на испански: Corporación Nacional del Cobre de Chile) е медодобивна компания със седалище в Сантяго, Чили, най-големият производител на мед в света.
Фирмата е 100% собственост на чилийската държава (национализирана е през 1971 ). Към 2004 г. фирмата осигурява 15% от приходите на чилийския бюджет. Около половината от медните залежи на Чили принадлежат на Codelco. Към 2004 г. фирмата добива 1,9 милиона тона мед, което представлява 13% от световното му производство.
Началото на компанията е поставено от президента на Чили Салвадор Алиенде, който национализира няколко предимно американски фирми, работещи в сектора на медодобива и ги обединява в държавна компания. Благоприятно влияние върху развитието на Codelco оказва икономическият бум в Китай, което води до покачване на цените на медта в световен мащаб.
Освен в Чили, компанията притежава мини в Перу, Аржентина, Канада и САЩ.
Codelco е собственик на най-големия открит рудник в света, намиращ се в северната част на Чили.